# Portrait de Luis María de Cistué y Martínez
Le Portrait de Luis María de Cistué y Martínez – ou L'Enfant bleu – est un tableau réalisé par le peintre espagnol Francisco de Goya en 1791. De format vertical, cette huile sur toile est le portrait en pied de Luis María de Cistué y Martínez, filleul de Charles IV et de son épouse Marie-Louise de Bourbon-Parme.
Vêtu en bleu foncé, le garçonnet y figure devant un fond vert, tandis qu'il tient en laisse, par un ruban blanc, un petit chien noir assis sur un sol jaune. Comme le précise une inscription en espagnol qui apparaît devant ce dernier, près du bord inférieur de la composition, le sujet est âgé de deux ans et huit mois.
Passée par la collection privée de John Davison Rockefeller Junior, l'œuvre entre dans les collections publiques françaises en 2009, à la faveur d'un don par Pierre Bergé en mémoire d'Yves Saint Laurent. Elle est depuis lors conservée au musée du Louvre, à Paris.